# Rosa Márquez Baena
Rosa Márquez Baena (Mairena del Aljarafe, Sevilla, 22 de desembre de 2000) és una futbolista professional espanyola que juga de migcampista al Real Betis i a la selecció espanyola.

## Carrera del club
Márquez va començar a jugar quan tenia 5 anys al seu equip local, la UD. Mairena del Aljarafe. Destacant en els partits locals, va rebre una trucada del Real Betis als 11 anys. Instal·lada al club, quan tenia 15 anys va començar a alternar entrenaments i convocatòries amb el primer i el segon equip.
Amb només 15 anys, va fer el seu debut oficial amb el primer equip. La seva entrenadora en aquell moment, María Pry, va optar per ella com a titular el 10 de gener de 2016 per jugar el partit corresponent a la tretzena jornada del Grup IV de la Primera Federació. "Rosita", com se la coneix, va ser capaç de marcar dos gols en la victòria del Betis per 10-0 contra el segon equip de l'Sporting de Huelva. Ha estat la capitana del club en alguna ocasió.
A mesura que passaven les temporades, es va convertir en la jugadora més jove de la història del club a completar 100 partits oficials amb el Betis; d'aquests, 80 van ser a la Primera Divisió. Es va convertir en la dotzena jugadora a assolir aquesta xifra amb el club.
El juny de 2020 es va anunciar que havia signat un nou contracte amb el Betis, comprometent-se amb el club fins al 2023.

### Lesions
A principis de la temporada 2021-22, en un partit contra el Barcelona, va patir una ruptura del lligament encreuat anterior del genoll esquerre. Després de diversos mesos d'inactivitat enmig de la rehabilitació del genoll, Rosa es va lesionar de nou. En una sessió de gimnàs, una barra li va caure a l'esquena i li va provocar la fractura de diverses vèrtebres.
Després de mesos de treball dur, va poder començar la pretemporada 2022-23 i la temporada amb normalitat amb les seves companyes d'equip. Rosa semblava haver tornat al seu nivell anterior a la lesió, jugant diversos partits consecutius. A la setena jornada, en un partit contra l'Alhama, va rebre una pilotada al braç, que li va causar una fractura al terç distal del radi dret, cosa que va fer que es perdés alguns partits.

## Carrera internacional
Márquez va debutar amb la selecció nacional el 15 de juny de 2021, entrant com a substituta d'Alèxia Putellas contra Dinamarca. Es va convertir en la primera jugadora de l'acadèmia del Real Betis a jugar amb la selecció espanyola i la tercera jugadora del Real Betis a representar-los.

## Vida personal
A part del futbol, Márquez estudia fisioteràpia. Cita Andrés Iniesta com una influència tant dins com fora de la seva carrera futbolística.

## Palmarès
- Campionat d'Europa sub-19, 2018